# キャッシュ・マネー・レコード
キャッシュ・マネー・レコード（英語：Cash Money Records）とは、アメリカ合衆国ルイジアナ州ニューオーリンズに拠点を置く、大手ヒップホップ系レーベル。1989年に、ラッパーのバードマンらを中心に創設された。現在は、「ユニバーサル ミュージック」の傘下にあり、人気ラッパーのリル・ウェインや、人気ロッカーのケヴィン・ルドルフも在籍している。
2012年、人気ロックバンドのリンプ・ビズキットが加入（その後、移籍）

## 主な所属アーティスト

### アーティスト
- T・ロペス (T Lopez)

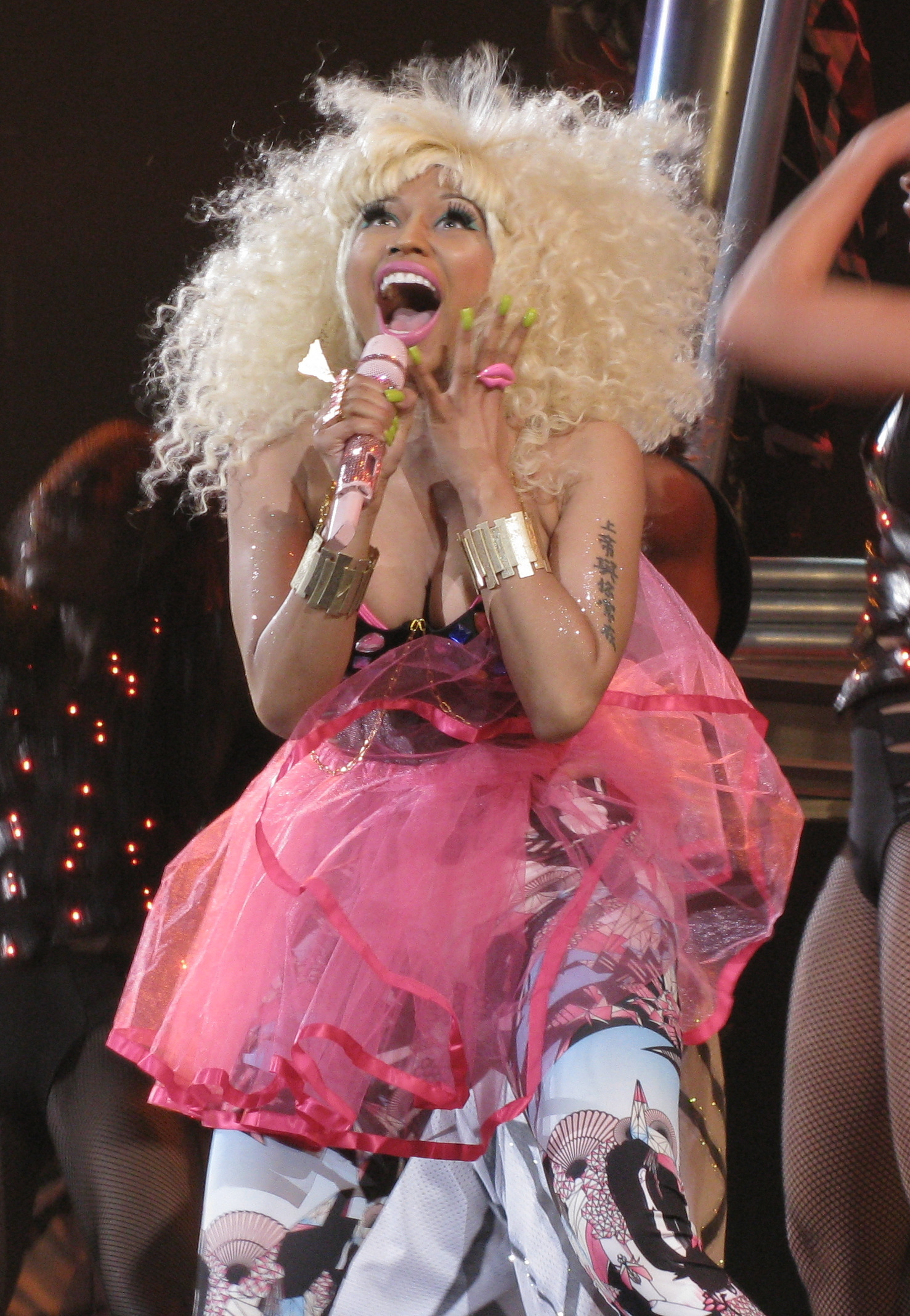
ニッキー・ミナージュ

- グラシーズ・マローン (Glasses Malone)
- クリス・リチャードソン (Chris Richardson)
- クリスティーナ・ミリアン (Christina Milian)
- ケヴィン・ルドルフ（Kevin Rudolf）
- コーリー・ガンズ (Cory Gunz)
- シャネル・ウジェット (Shanell Woodgett)
- ダンク・ライダーズ (Dunk Ryders)
- ドレイク（Drake）
- ニッキー・ミナージュ (Nicki Minaj)
- バードマン (Birdman）
- バウ・ワウ（Bow Wow）
- バスタ・ライムス (Busta Rhymes)
- パリス・ヒルトン (Paris Hilton)
- ブリスコー (Brisco)
- マック・メイン (Mack Maine)
- ミスティカル (Mystikal)
- リル・ウェイン（Lil Wayne）
- メーコブ(meycob)
- ミーニャ(minya)

### プロデューサー
- DJキャレド (DJ Khaled)
- クール&ドレー (Cool & Dre)
- バングラデシュ (Bangladesh)

## 過去に所属していたアーティスト
- ジュヴィナイル (Juvenile)
- リンプ・ビズキット (Limp Bizkit)
- タイガ (Tyga)
- エイジアティックス (Aziatix)
- イスラエル・クルーズ (Israel Cruz)
- エイス・フッド (Ace Hood)
- ジェイ・ショーン（Jay Sean）
- マヴァド (Mavado)
- ムテ吉(mutekich)